# Cycas rumphii
{{#ifeq:0|0|{{#if:|{{#if:Cycasrumphii|[[]}}|}}}}
Cycas rumphii — вид голонасінних рослин класу саговникоподібні (Cycadopsida). Відома як хлібна пальма.

## Опис
Стебла деревоподібні, 3(10) м заввишки, 11–20 см діаметром у вузькому місці. Листки яскраво-зелені, дуже блискучі, довжиною 150–250 см. Пилкові шишки веретеноподібні, від жовтого до коричневого кольору (бліді). Мегаспорофіли 18–32 см завдовжки, білі повстяні або жовто-повстяні. Насіння плоске, яйцеподібне, довжиною 45 мм, шириною 30 мм; саркотеста оранжево-коричнева.

## Поширення, екологія
Країни поширення: Індонезія (Ява, Молуккські острови, Папуа, Сулавесі); Папуа Нова Гвінея (Нова Гвінея). Росте на висотах від 10 до 200 м. Цей вид росте в прибережній смузі і поблизу прибережних громад в прибережних лісах і дощових лісах. Часто на дюнах, що стабілізувалися, що складаються з коралових пісків і коралового вапняку.

## Використання
Широко використовується як джерело їжі.

## Загрози та охорона
Загрози цьому виду невідомі, хоча мала місце втрата середовища існування.

## Джерела

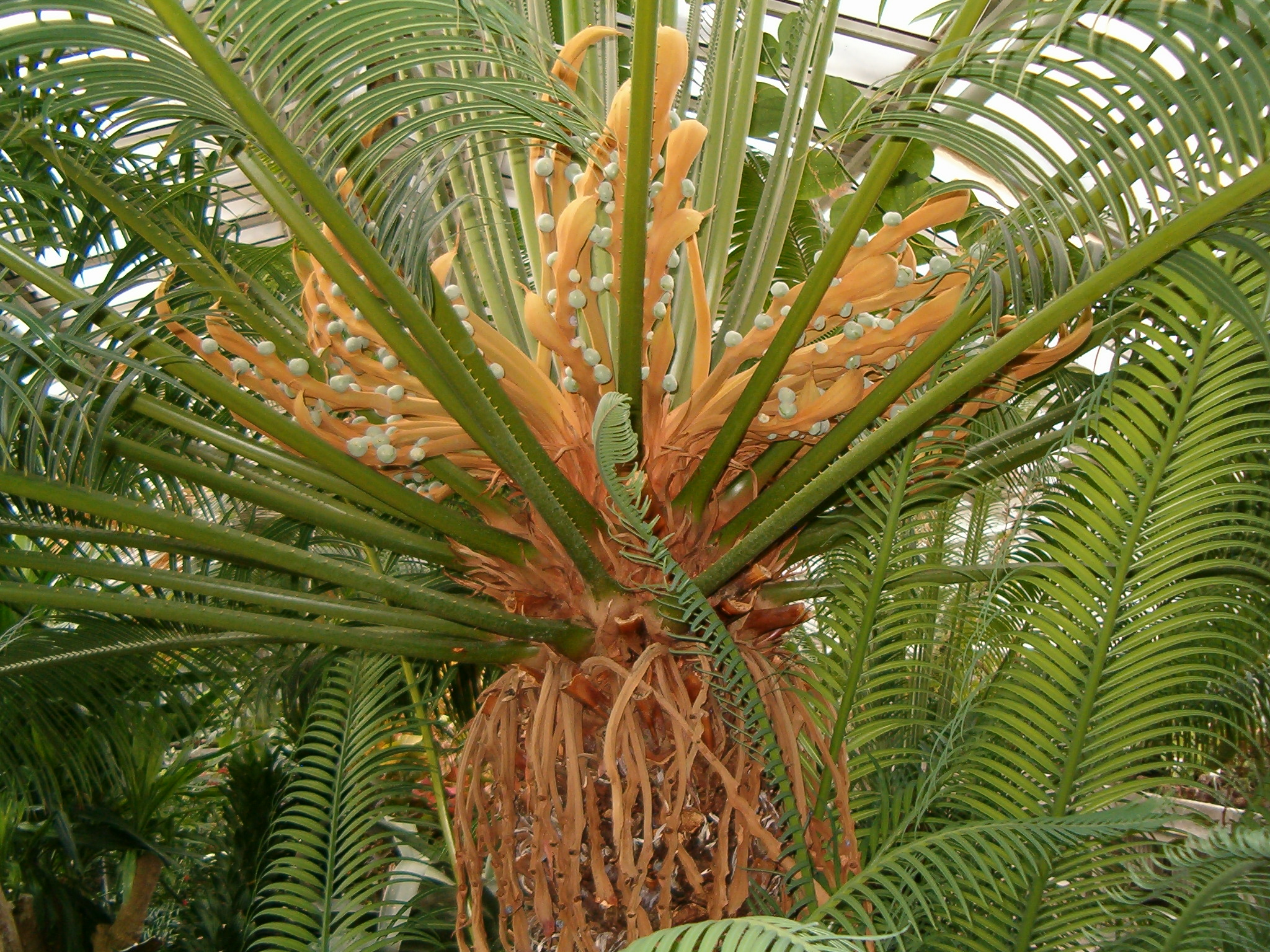
Жіноча рослина з мегаспорофілами
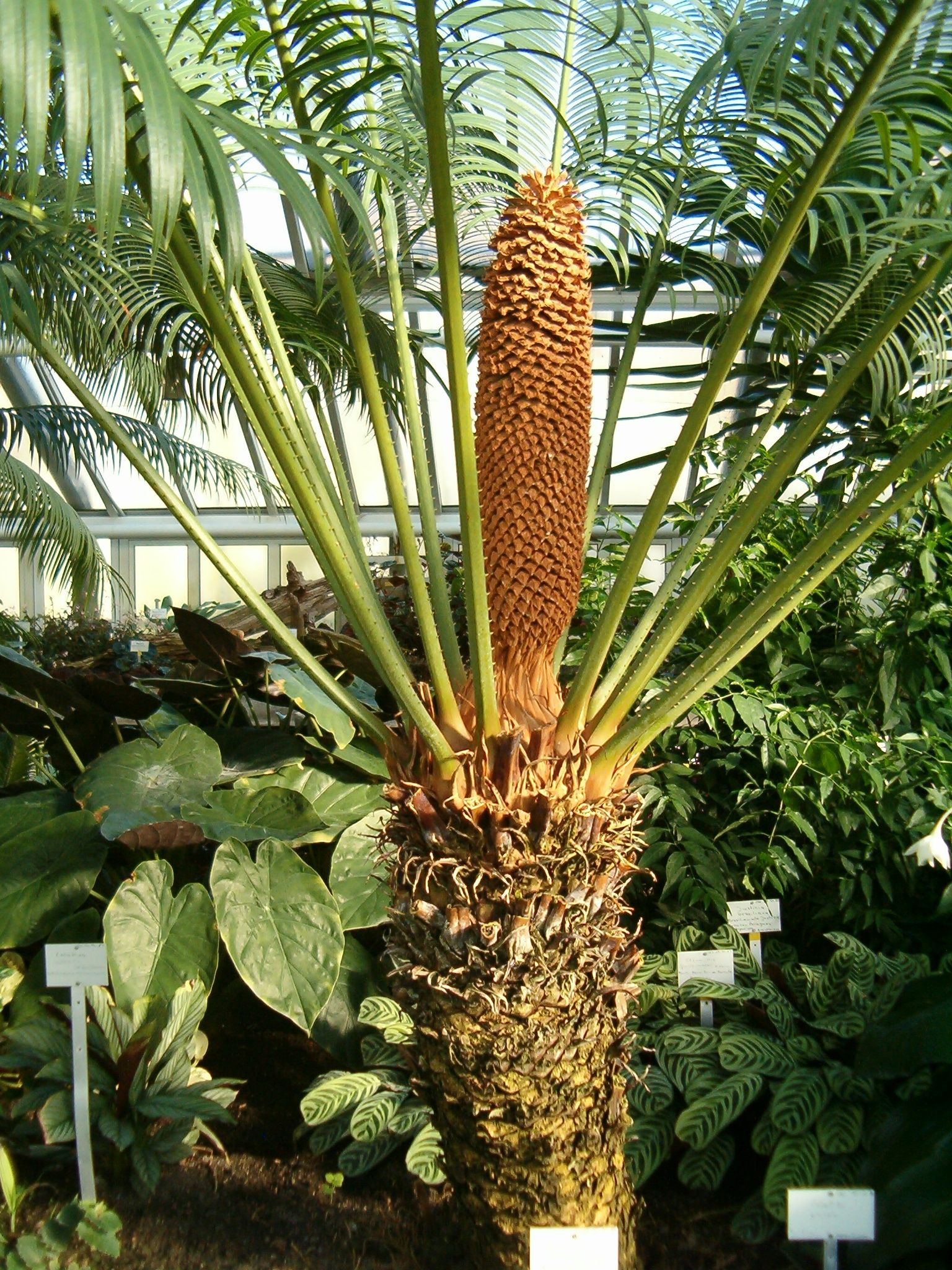
Чоловічі шишки